# Isla Pitt (Chatham)
La isla Pitt o Rangiauria en maorí, es la segunda isla más grande del archipiélago de las islas Chatham, al principio conocido como Rekohu. Territorialmente Rekohu es parte de Nueva Zelanda, que se encuentra a unos 800 kilómetros al oeste. En la isla se encuentra punto de Kahuitara, que es el primer lugar poblado sobre la tierra para observar el principio de cada nuevo día, basado en la hora local.
La isla está a unos 20 km al sudoeste de su vecino más grande, la isla Chatham. Abarca un área de 62 km², y tiene una población de aproximadamente 45 personas, es muy montañosa y su punto más alto es Waihere Head (Cabeza de Waihere) se eleva 241 metros por encima del nivel de mar.
Ha variado de nombre a lo largo de los años, los nativos maorí la llamaron Rangiaotea, los europeos que llegaron en 1791 la llamaron isla de Pitt y cincuenta años más tarde fue simplificado en la isla Pitt.